# 신뢰 실행 환경
신뢰 실행 환경(Trusted execution environment, TEE)은 메인 프로세서의 보안 영역이다. 기밀성과 무결성 측면에서 내부에 로드되는 코드와 데이터가 보호될 수 있도록 보장한다. 격리된 실행 환경으로서 TEE는 격리된 실행, TEE를 사용하여 실행되는 응용 프로그램의 무결성, 자산의 기밀성 등의 보안 기능을 제공한다. 크게 보면 TEE는 리치 운영 체제(OS)보다는 더 높은 수준의 보안을, 보안 요소(secure element, SE)보다는 더 많은 기능을 제공한다.

## 역사
오픈 모바일 터미널 플랫폼(Open Mobile Terminal Platform, OMTP)은 "Advanced Trusted Environment:OMTP TR1"의 이름의 표준으로 TEE를 처음 정의하였으며, 정의된 2개의 보안 수준 가운데 하나의 요건을 충족해야 하는 "응용 프로그램을 지원하는데 필수적인 기능을 제공하는 하드웨어, 소프트웨어 구성 요소의 집합"으로 정의하였다. 최초 보안 레벨인 프로파일 1은 소프트웨어 공격만을 대상으로 한 반면, 프로파일 2는 소프트웨어와 하드웨어 공격 2 부분을 대상으로 하였다.
트러스티드 로직이 개발한 트러스티드 파운데이션스 등 TR1 표준을 준수하는 ARM 트러스트존 기술에 기반한 상용 TEE 솔루션들이 나중에 런칭되었다.
OMTP 표준에 대한 작업은 2010년 중순에 종료되었고 당시 이 그룹은 홀세일 애플리케이션 커뮤니티(WAC)로 전향하였다.
TEE를 정의하는 것을 포함한 OMTP 표준은 GSMA가 관리하고 있다.

## 하드웨어 지원
다음의 하드웨어 기술들이 TEE 구현체를 지원하기 위해 사용될 수 있다:
- AMD:
  - 플랫폼 시큐리티 프로세서 (PSP)[7][8][9]
  - AMD Secure Execution Environment[10]
- ARM:
  - 트러스트존[11]
- IBM:
  - IBM 시큐어 서비스 컨테이너[12], formerly zACI, first introduced in IBM z13 generation machines (including all LinuxONE machines) in driver level 27.[13]
- 인텔:
  - 신뢰 실행 기술(Trusted Execution Technology)[10]
  - SGX Software Guard Extensions[14]
  - "Silent Lake" (아톰 프로세서에서 이용 가능)[15][16][17]
- RISC-V:
  - MultiZone™ Security Trusted Execution Environment[18]

## 같이 보기
- FIDO 얼라이언스
- 자바 카드